# Valeria Khomiakova
Pour les articles homonymes, voir Khomiakova.
Valeria Dmitrievna Khomiakova (en russe : Валерия Дмитриевна Хомякова ; 1914-1942) est une pilote de chasse soviétique de la Seconde Guerre mondiale.

## Biographie

### Avant la Guerre
Valeria Khomiakova, Raïssa Beliaïeva et Ievguenia Prokhorova constituaient une patrouille de voltige aérienne très connue. Elles faisaient des démonstrations aériennes devant des milliers de personnes à Moscou, sur l'aérodrome de Touchino.

### Pendant la Guerre
Valeria Khomiakova était pilote de chasse au sein du 586 IAP / Groupe d'Aviation n°122. Durant la nuit du 24 septembre 1942, elle abattit un bombardier Ju 88 au-dessus de Saratov. Quelques jours plus tard, le 5 octobre, elle trouvait la mort dans des circonstances assez floues. Après son premier combat aérien victorieux, première victoire du 586 IAP, elle avait été envoyée à Moscou le 29 septembre pour y recevoir les honneurs. C'est ainsi qu'elle revint après quelques jours, épuisée par le voyage. Elle fut de suite affectée à la surveillance de nuit. Elena Karakorskaïa et Ekaterina Polounina se souviennent qu'elle n'était pas en état de voler. 
Cependant le Major Tamara Kazarinova ordonna son décollage. Elle s'exécuta la nuit du 5 octobre 1942, sans aides lumineuses, et ne parvenant pas à adapter sa vision, elle percuta bientôt un obstacle et trouva la mort. Officiellement, le décès fut déclaré comme mort au combat et personne ne fut inquiété. Après cet évènement tragique, tous sachant que la mort était imputable au manque de jugement du Major Tamara Kazarinova, le général Mikhaïl Gromadine (ru) décida de la relever de ses fonctions et ordonna au général Alexandre Ossipenko (ru) d'ouvrir une enquête sur la mort de Valeria Khomiakova. Ce dernier se contenta de transférer le major Kazarinova dans son état-major et aucune enquête ne fut ouverte.